# Humedad del aire

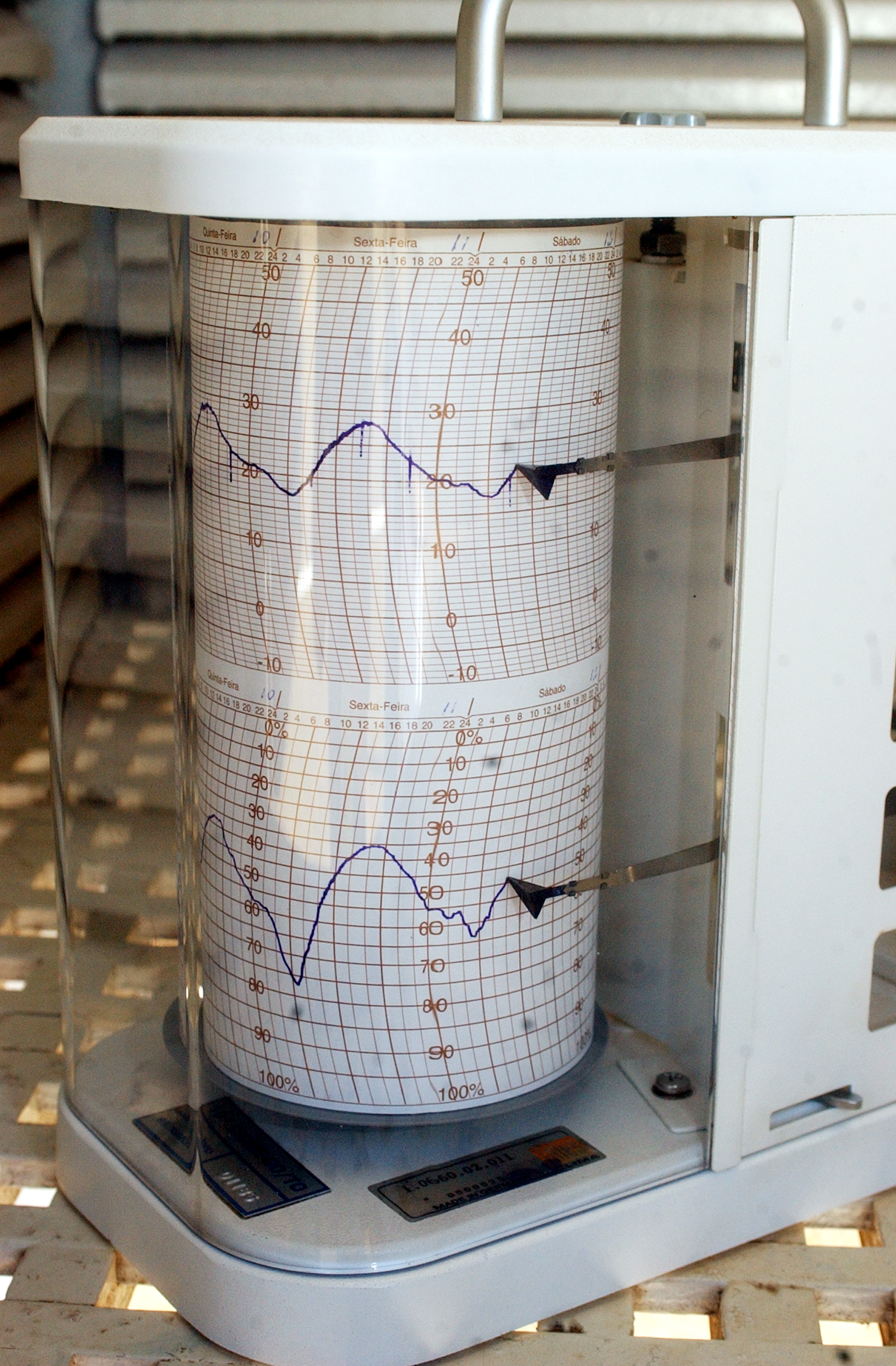
Un termohigrógrafo utilizado para medir sobre una banda de papel la temperatura de bulbo seco y la humedad relativa.

La humedad atmósferica se debe al vapor de agua que se encuentra presente en la atmósfera. El vapor procede de la evaporación de las masas de agua terrestres y, en menor medida, de la evapotranspiración desde suelos y plantas. La cantidad de vapor de agua que puede absorber el aire depende de su temperatura. El aire caliente admite más vapor de agua que el aire frío.
Una forma de medir la humedad atmosférica es mediante el higrómetro.
El vapor de agua tiene una densidad menor que la del aire; por tanto, el aire húmedo (mezcla de aire y vapor de agua) es menos denso que el aire seco. Por otra parte, las sustancias al calentarse dilatan, lo que les confiere menor densidad. Todo ello hace que el aire caliente que contiene vapor de agua se eleve en la atmósfera terrestre. La temperatura de la atmósfera disminuye una media de 0,6 °C cada 100 m en adiabática húmeda, y 1,0 °C, en adiabática seca. Al llegar a zonas más frías el vapor de agua se condensa y forma las nubes (de gotas de agua o cristales de hielo). Cuando estas gotas de agua o cristales de hielo pesan demasiado caen y originan las precipitaciones en forma de lluvia o de nieve.

## Evaluación de la humedad del aire en el ambiente

### Composición del aire seco
El aire seco, a nivel del mar, tiene la siguiente composición en peso:
| Compuesto          | %     |
| ------------------ | ----- |
| Oxígeno            | 23,19 |
| Nitrógeno          | 75,47 |
| Argón              | 1,29  |
| Dióxido de carbono | 0,05  |

### Volumen específico del aire seco
El aire seco con una temperatura relativamente próxima a su temperatura crítica se puede considerar como un gas perfecto, en el que:
| AIRE SECO             | AIRE SECO              | AIRE SECO | AIRE SECO  |
| Símbolo               | Nombre                 | Valor     | Unidad     |
| --------------------- | ---------------------- | --------- | ---------- |
| {\displaystyle R_{a}} | Constante de los gases | 287,05    | J / (kg K) |
| {\displaystyle v_{a}} | Volumen específico     |           | m3 / kg    |
| {\displaystyle p_{a}} | Presión parcial        |           | Pa         |
| {\displaystyle T}     | Temperatura absoluta   |           | K          |

### Volumen específico del vapor de agua
Por lo mismo indicado para el aire, al ser su presión baja con relación a su presión crítica, se le puede considerar un gas perfecto; por tanto:
| VAPOR DE AGUA         | VAPOR DE AGUA          | VAPOR DE AGUA | VAPOR DE AGUA |
| Símbolo               | Nombre                 | Valor         | Unidad        |
| --------------------- | ---------------------- | ------------- | ------------- |
| {\displaystyle R_{v}} | Constante de los gases | 461,5         | J / (kg K)    |
| {\displaystyle v_{v}} | Volumen específico     |               | m3 / kg       |
| {\displaystyle p_{v}} | Presión parcial        |               | Pa            |
| {\displaystyle T}     | Temperatura absoluta   |               | K             |

### Ley de Dalton
Según la Ley de las presiones parciales (ley de Dalton), la presión total de una mezcla de varios gases es igual a la suma de las presiones parciales que cada uno de los componentes ejercería si a igualdad de temperatura ocupasen por sí solos el mismo volumen que la mezcla.
En la mezcla aire-vapor de agua: 
| Símbolo               | Nombre                            | Unidad |
| --------------------- | --------------------------------- | ------ |
| {\displaystyle p}     | Presión atmosférica               | Pa     |
| {\displaystyle p_{a}} | Presión parcial del aire seco     | Pa     |
| {\displaystyle p_{v}} | Presión parcial del vapor de agua | Pa     |

### Aire saturado
En climatización se emplea la expresión aire saturado, con la que se quiere indicar que la presión parcial del vapor de agua en la mezcla es igual a la presión de saturación de vapor a la temperatura de la mezcla; dicho de una forma más simple aunque menos exacta, el aire contiene la máxima cantidad de vapor de agua que puede contener a la temperatura a la que se encuentra.
| Símbolo                | Nombre                                 | Unidad |
| ---------------------- | -------------------------------------- | ------ |
| {\displaystyle p_{vs}} | Presión de saturación de vapor de agua | Pa     |
| {\displaystyle T_{s}}  | Temperatura seca del aire seco         | K      |

### Punto de rocío
Si una mezcla aire-vapor de agua se enfría a presión constante, o, lo que es prácticamente lo mismo, sin variar el contenido de vapor de agua que tiene el aire, se llega a una temperatura en la que el vapor comienza a condensarse. Esa temperatura se llama punto de rocío y a esa temperatura la humedad relativa será del 100 %. Un ejemplo de ello es el rocío, que se debe a que, al disminuir la temperatura de madrugada, la humedad relativa del aire alcanza el 100 % y el vapor de agua que ya no admite el aire se condensa en forma líquida en la superficies de los objetos (hojas, flores, etc.). Cuando esto ocurre en un local cerrado, puede producirse sobre cualquier superficie que esté por debajo de la temperatura de rocío, como en el vidrio de una ventana o en un muro sin aislamiento. El rocío, en el exterior, se puede producir tanto en invierno como en verano (sobre todo en climas continentales, en los que hay gran contraste de temperaturas entre el día y la noche). Cuando este fenómeno ocurre en invierno, con temperaturas por debajo de 0 °C, la helada convierte el rocío en escarcha.

### Humedad específica
Es un parámetro que da lugar a confusión, ya que tiene distinta interpretación según ciencias diferentes. El término de humedad se refiere a la cantidad de vapor de agua que hay en el aire. Existen diversas maneras de expresar matemáticamente la humedad del aire. Así, si se relaciona la masa de vapor de agua y el volumen que ocupa el aire húmedo a una temperatura y presión dadas, se está hablando de humedad absoluta, que viene expresada en kg de vapor de agua por m³ de aire.
Si esa masa de vapor de agua se relaciona con la masa del aire húmedo se está hablando de humedad específica y se mide en kg de vapor de agua por kg de aire húmedo.
Si se utiliza la relación entre la masa de vapor de agua y la masa de aire seco contenidos en una muestra de aire, se está hablando de razón o mezcla de humedad y se expresa en kg vapor de agua por kg aire seco.
La razón de humedad es un poco mayor que la humedad específica. Cualesquiera de estas formas indica la cantidad de vapor de agua que existe en el aire en un estado determinado.

#### En psicrometría
En la práctica, teniendo en cuenta que los tres valores son muy próximos, se usa, casi exclusivamente, el último valor, pero que toma, según los textos, los nombres de humedad específica o humedad absoluta; de ahí la confusión. Por tanto, en psicrometría solo se usa un valor, que es la razón de mezcla que se define como la cantidad de vapor de agua, expresada en gramos, contenida en un kilogramo de aire seco, aunque según los textos se puede llamar humedad específica o humedad absoluta.
|               | Humedad Especifica | Ley de Dalton | Ley del Gas Ideal | Ley del Gas Ideal |
| ------------- | --- | --- | --- | --- |
| Ecuaciones    | {\displaystyle w={\frac {v_{a}}{v_{v}}}}                                                                               | {\displaystyle p=p_{a}+p_{v}}                                                                                          | {\displaystyle p\ v=R\ T}                                                                                              | {\displaystyle p\ v=R\ T}                                                                                              |
| Despejando    | | {\displaystyle p_{a}=p-p_{v}}                                                                                          | {\displaystyle v={\frac {R\ T}{p}}}                                                                                    | {\displaystyle v={\frac {R\ T}{p}}}                                                                                    |
| Evaluando     | | | {\displaystyle v_{a}={\frac {R_{a}\ T}{p_{a}}}}                                                                        | {\displaystyle v_{v}={\frac {R_{v}\ T}{p_{v}}}}                                                                        |
| Sustituyendo  | | {\displaystyle v_{a}={\frac {R_{a}\ T}{p-p_{v}}}}                                                                      | {\displaystyle v_{a}={\frac {R_{a}\ T}{p-p_{v}}}}                                                                      | |
| Sustituyendo  | {\displaystyle w={\frac {{\Bigl (}{\frac {R_{a}\ T}{p-p_{v}}}{\Bigr )}}{{\Bigl (}{\frac {R_{v}\ T}{p_{v}}}{\Bigr )}}}} | {\displaystyle w={\frac {{\Bigl (}{\frac {R_{a}\ T}{p-p_{v}}}{\Bigr )}}{{\Bigl (}{\frac {R_{v}\ T}{p_{v}}}{\Bigr )}}}} | {\displaystyle w={\frac {{\Bigl (}{\frac {R_{a}\ T}{p-p_{v}}}{\Bigr )}}{{\Bigl (}{\frac {R_{v}\ T}{p_{v}}}{\Bigr )}}}} | {\displaystyle w={\frac {{\Bigl (}{\frac {R_{a}\ T}{p-p_{v}}}{\Bigr )}}{{\Bigl (}{\frac {R_{v}\ T}{p_{v}}}{\Bigr )}}}} |
| Simplificando | {\displaystyle w={\Bigl (}{\frac {R_{a}}{R_{v}}}{\Bigr )}{\frac {p_{v}}{p-p_{v}}}}                                     | {\displaystyle w={\Bigl (}{\frac {R_{a}}{R_{v}}}{\Bigr )}{\frac {p_{v}}{p-p_{v}}}}                                     | {\displaystyle w={\Bigl (}{\frac {R_{a}}{R_{v}}}{\Bigr )}{\frac {p_{v}}{p-p_{v}}}}                                     | {\displaystyle w={\Bigl (}{\frac {R_{a}}{R_{v}}}{\Bigr )}{\frac {p_{v}}{p-p_{v}}}}                                     |
| Evaluando     | {\displaystyle w={\Bigl (}{\frac {287,05}{461,5}}{\Bigr )}{\frac {p_{v}}{p-p_{v}}}}                                    | {\displaystyle w={\Bigl (}{\frac {287,05}{461,5}}{\Bigr )}{\frac {p_{v}}{p-p_{v}}}}                                    | {\displaystyle w={\Bigl (}{\frac {287,05}{461,5}}{\Bigr )}{\frac {p_{v}}{p-p_{v}}}}                                    | {\displaystyle w={\Bigl (}{\frac {287,05}{461,5}}{\Bigr )}{\frac {p_{v}}{p-p_{v}}}}                                    |
| Simplificando | {\displaystyle w=(0,622){\frac {p_{v}}{p-p_{v}}}}                                                                      | {\displaystyle w=(0,622){\frac {p_{v}}{p-p_{v}}}}                                                                      | {\displaystyle w=(0,622){\frac {p_{v}}{p-p_{v}}}}                                                                      | {\displaystyle w=(0,622){\frac {p_{v}}{p-p_{v}}}}                                                                      |

#### En meteorología

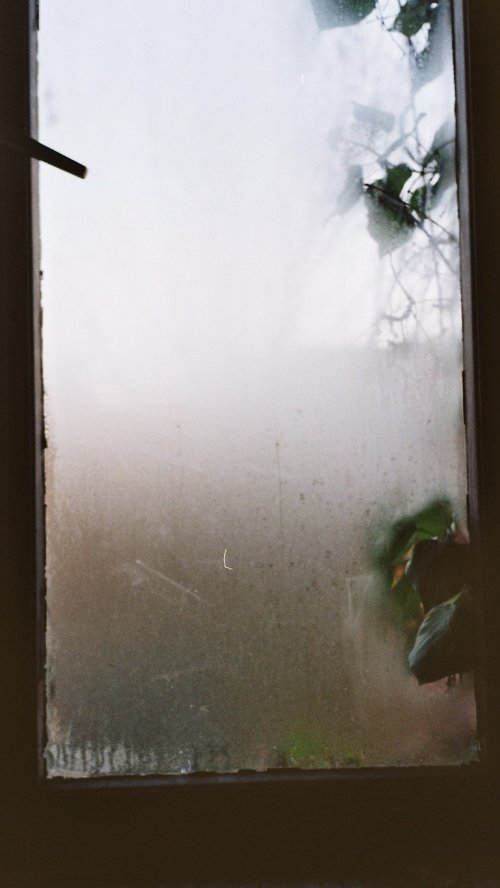
Condensación.

La humedad específica se define como la cantidad de vapor de agua en gramos contenida en un kg de aire húmedo.
{\displaystyle w={\frac {p_{v}}{p}}\;{\frac {R_{a}}{R_{v}}}=0,622\;{\frac {p_{v}}{p}}}
Y se utiliza también el concepto llamado razón de mezcla o relación de mezcla, que es la masa en gramos contenida en un kilogramo de aire seco y que, por supuesto, es el mismo valor que la humedad específica de psicrometría.

## Humedad relativa
También con este concepto hay que hacer algunas precisiones. Se define la humedad relativa como la relación entre la fracción molar del vapor de agua en el aire y la fracción molar del vapor de agua en el aire saturado a la misma temperatura
| Símbolo                | Nombre                                               |
| ---------------------- | ---------------------------------------------------- |
| {\displaystyle \phi }  | Humedad relativa                                     |
| {\displaystyle n_{v}}  | Número de moles del vapor de agua en el aire         |
| {\displaystyle n_{vs}} | Número de moles de vapor de agua en el aire saturado |

Admitiendo un comportamiento del aire como gas ideal:
{\displaystyle p\times V=n\times R\times T}
y entonces: 
{\displaystyle \phi =100\;{\frac {p_{v}}{p_{vs}}}}
Es decir, prácticamente, la humedad relativa se define como el tanto por ciento de presión de vapor que tiene el aire respecto de la máxima que puede tener a esa temperatura.
Existe otro concepto llamado grado de saturación, que se define como la relación entre la cantidad de vapor de agua que contiene el aire y la cantidad máxima que podría contener si estuviese saturado a esa temperatura
{\displaystyle GS={\frac {w}{w_{s}}}\;}{\displaystyle \;=\;{\frac {0,622\;{\frac {p_{v}}{p-p_{v}}}}{0,622\;{\frac {p_{vs}}{p-p_{vs}}}}}\;}{\displaystyle \;=\;{\frac {p_{v}}{p_{vs}}}\;{\frac {p-p_{vs}}{p-p_{v}}}}
Combinando esta ecuación con la humedad relativa, se obtiene:
{\displaystyle GS={\frac {\phi }{100}}{\frac {p-p_{vs}}{p-p_{v}}}}
Teniendo en cuenta que en el intervalo de temperaturas con el que normalmente se trabaja en climatización, las presiones de vapor correspondientes oscilan entre 500 Pa y 4000 Pa, que, con relación a la presión total 101.325 Pa del aire, hacen despreciable el segundo factor de la ecuación. Entonces, se puede estimar que:
{\displaystyle \phi \backsimeq 100\quad bGS=100\;{\frac {w}{w_{s}}}=100\;{\frac {g/{\mbox{kg aire seco}}}{(g/{\mbox{kg aire seco}}){\mbox{del aire saturado}}}}}
En consecuencia, se puede considerar, sin mucho error, que humedad relativa es el porcentaje de vapor de agua que tiene el aire con relación al máximo que podría tener si estuviera saturado a esa temperatura

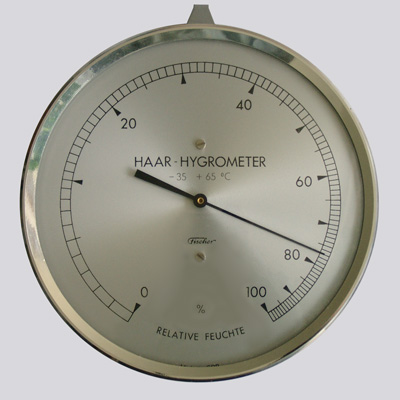
Higrómetro.

## Instrumento de medida
El grado o la cantidad de humedad de aire se mide con el higrómetro. Cuando el higrómetro marca el 100 % se dice que el aire está saturado, es decir, contiene el máximo de humedad que puede tener a la temperatura actual.

### Unidad de medida
En física, y especialmente en meteorología, se establece que, para una presión y una temperatura dadas, el aire tiene una capacidad máxima de contener vapor de agua (humedad de saturación). La humedad relativa del aire se define como el cociente entre la humedad que contiene el aire y la humedad de saturación, expresado en tanto por ciento [%].
Varía entre el 0 % (aire completamente seco) y el 100 % (aire completamente saturado).

## La humedad en la comodidad del cuerpo humano
La humedad relativa está relacionada con la comodidad personal. La evapotranspiración es un fenómeno necesario para disipar el calor producido en el cuerpo humano. Curiosamente, lo que influye en la sensación de bienestar no es la cantidad de vapor de agua que contiene el aire, sino la relación entre la cantidad que contiene y la máxima que podría contener si estuviese saturado a esa temperatura, es decir, su humedad relativa. En ambientes fríos aumenta la humedad relativa, ya que el aire admite menos vapor de agua, mientras que en ambientes cálidos disminuye la humedad relativa o, dicho de otra forma, aumenta la disponibilidad del aire para admitir vapor de agua, lo que produce sensación de sequedad. En invierno, en ambientes calefactados, es necesaria la humidificación, tanto más cuanto más se caliente el aire.
El aire humedecido por la evapotranspiración tiende a quedarse cerca de la piel, lo que dificulta el proceso de refrigeración. Una corriente de aire puede sustituir este aire saturado por otro con menor contenido de humedad, que favorece la evaporación. De ahí que el aire movido por un ventilador o por una corriente de aire cause sensación de frescor, aun cuando no se haya variado su temperatura: lo que refresca el cuerpo es la evaporación del sudor sobre la superficie de la piel, ya que para el cambio de fase (de líquido a vapor) necesita absorber su calor latente y lo toma de lo más cercano, que es la piel, con lo que el cuerpo se refrigera. 
Cuando la humedad relativa es alta, el sudor del cuerpo no se evapora con facilidad y no puede bajar su temperatura correctamente; cuando es baja, la evaporación es excesiva, provocando sequedad de la piel y de las mucosas.

## Vida animal y vegetal

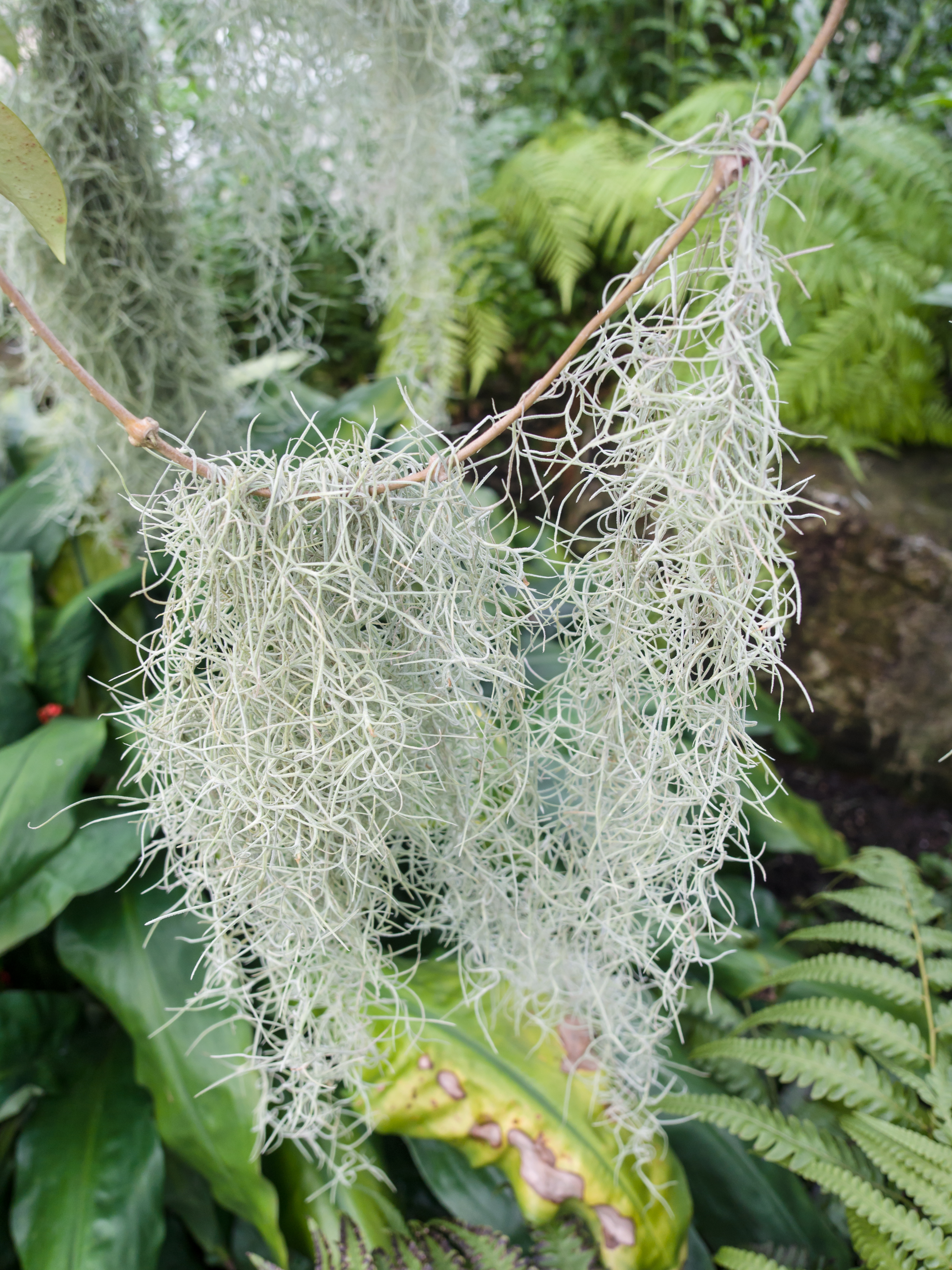
Tillandsia usneoides en la Casa Tropical, Real Jardín Botánico de Kew. Crece donde el clima es suficientemente cálido y tiene una humedad media relativamente alta.

La humedad es uno de los factores abióticos fundamentales que definen cualquier hábitat (la tundra, los humedales y el desierto son algunos ejemplos), y es un factor determinante de qué animales y qué plantas pueden prosperar en un entorno determinado.
El cuerpo humano disipa el calor mediante la transpiración y su evaporación. La convección de calor al aire circundante y la radiación térmica son los principales modos de transporte de calor desde el cuerpo. En condiciones de alta humedad, la tasa de evaporación del sudor de la piel disminuye. Además, si la atmósfera está tan caliente o más que la piel en momentos de alta humedad, la sangre que llega a la superficie corporal no puede disipar el calor por conducción al aire. Al ir tanta sangre a la superficie externa del cuerpo, va menos a los músculos activos, al cerebro y a otros órganos internos. La fuerza física disminuye y la fatiga aparece antes de lo que lo haría en otras circunstancias. El estado de alerta y la capacidad mental también pueden verse afectados, provocando un golpe de calor o hipertermia.

## Construcción de edificios

Efectos de un alto nivel de humedad en la estructura de un edificio (eflorescencia primaria).

Los métodos de construcción habituales suelen producir cerramientos de edificios con un límite térmico deficiente que requieren un sistema de aislamiento y una barrera de aire diseñados para conservar las condiciones ambientales interiores y resistir al mismo tiempo las condiciones ambientales exteriores. La arquitectura energéticamente eficiente y fuertemente sellada introducida en el siglo XX también selló el movimiento de la humedad y esto ha dado lugar a un problema secundario de formación de condensación en las paredes y alrededor de ellas, lo que favorece el desarrollo de moho y hongos. Además, los edificios con cimientos no sellados adecuadamente permiten que el agua fluya a través de las paredes debido a la acción capilar de los poros que se encuentran en los productos de albañilería. Las soluciones para edificios energéticamente eficientes que eviten la condensación son un tema actual de la arquitectura.
Para el control del clima en edificios que utilizan sistemas de calefacción, de ventilación y de aire acondicionado. La clave es mantener la humedad relativa en un rango confortable, lo suficientemente bajo para estar cómodo pero lo suficientemente alto para evitar los problemas asociados a un aire muy seco.
Cuando la temperatura es alta y la humedad relativa baja, la evaporación del agua es rápida: la tierra se seca, la ropa mojada colgada en un tendedero o perchero se seca rápidamente y la transpiración se evapora fácilmente de la piel. Los muebles de madera pueden encogerse, provocando la fractura de la pintura que recubre estas superficies.
Cuando la temperatura es baja y la humedad relativa alta, la evaporación del agua es lenta. Cuando la humedad relativa se aproxima al 100 %, puede producirse condensación en las superficies, lo que provoca problemas de moho, corrosión, putrefacción y otros deterioros relacionados con la humedad. La condensación puede suponer un riesgo para la seguridad, ya que puede favorecer la aparición de moho y la putrefacción de la madera, así como congelar las salidas de emergencia.
Determinados procesos y tratamientos técnicos y de producción en fábricas, laboratorios, hospitales y otras instalaciones requieren el mantenimiento de niveles específicos de humedad relativa mediante humidificadores, deshumidificadores y sistemas de control asociados.

## Vehículos
Los principios básicos aplicables a los edificios también se aplican a los vehículos. Además, puede haber consideraciones de seguridad. Por ejemplo, una humedad elevada en el interior de un vehículo puede provocar problemas de condensación, como empañamiento de las lunas y cortocircuitos en los componentes eléctricos. En vehículos y en recipientes a presión, como aviones presurizados, sumergibles y naves espaciales, estas consideraciones pueden ser críticas para la seguridad, y se necesitan sistemas complejos de control ambiental que incluyan equipos para mantener la presión.